# Кауфман, Алёна Владимировна
Алёна Влади́мировна Ка́уфман (урожд. Горбунова; род. 30 июня 1987 года, Свердловск, РСФСР, СССР) — российская спортсменка. Четырёхкратная паралимпийская чемпионка.

## Биография
Родилась в семье спортсменов, отец занимался греблей, мать — лыжными гонками. С детства у Алёны плохо работала левая рука (диагноз — «слабый хватательный рефлекс»). Тем не менее отец предложил девочке позаниматься греблей, и она согласилась.
Спортом начала заниматься в отделении гребли на байдарках и каноэ в школе Верх-Исетского района Екатеринбурга. Первый тренер — Наталья Горбунова.
С 2004 года обучалась в детско-юношеской спортивной школе «Виктория». Заслуженный тренер-преподаватель России Владимир Алыпов предложил ей попробовать себя в лыжных гонках, и в этом виде спорта девушку ждал успех.
С 2006 года выступает за сборную России на чемпионатах мира. В том же году к Алёне Горбуновой впервые пришла спортивная слава: на IX Паралимпийских зимних играх в Турине она на соревнованиях по лыжным гонкам выиграла золотую медаль. Затем последовали успех на X Паралимпийских зимних играх в Ванкувере (2010 год, бронзовая медаль в тех же лыжных гонках) и впечатляющие достижения Алёны Кауфман на XI Паралимпийских зимних играх в Сочи (2014 год — три золотые, серебряная и бронзовая медали в биатлоне и лыжных гонках).
Окончила в 2010 году Уральский государственный университет физической культуры в Челябинске по кафедре физического воспитания.

## Спортивные достижения

### Паралимпийские игры
- Золото (Турин, 2006 год) — лыжные гонки
- Бронза (Ванкувер, 2010 год) — лыжные гонки
- Золото (Сочи, 2014 год) — биатлон (6 км, стоя)
- Золото (Сочи, 2014 год) — биатлон (10 км, стоя)
- Серебро (Сочи, 2014 год) — биатлон (12,5 км, стоя)
- Бронза (Сочи, 2014 год) — лыжные гонки (спринт 1 км, стоя)
- Золото (Сочи, 2014 год) — лыжные гонки (Смешанная эстафета 4х2,5км)

### Чемпионаты мира
- Серебро (2009 год)

### Кубки мира
- Золото (2009 год)

## Награды
- Орден «За заслуги перед Отечеством» IV степени (2014 год) — за большой вклад в развитие физической культуры и спорта, высокие спортивные достижения на XI Паралимпийских зимних играх 2014 года в городе Сочи[5][6]
- Медаль ордена «За заслуги перед Отечеством» II степени (2010 год) — за большой вклад в развитие физической культуры и спорта, высокие спортивные достижения на X Паралимпийских зимних играх 2010 года в городе Ванкувере (Канада)[7]

## Семья
С 2010 года Алёна замужем (муж — водитель Марк Кауфман). В 2011 году она родила дочь Карину.